# Ion Popescu-Puțuri
Ion Popescu-Puțuri (* 26. Mai 1906 in Puțuri, Castranova, Kreis Dolj; † 1993 in Bukarest) war ein rumänischer Historiker und Politiker der Rumänischen Kommunistischen Partei PCR (Partidul Comunist Român). Von 1947 bis 1951 war er Direktor der Nachrichten- und Presseagentur AGERPRES, zwischen 1955 und 1959 Botschafter in der Volksrepublik Ungarn sowie von 1961 bis 1989 Direktor des Instituts für geschichts- und gesellschaftspolitische Studien ISISP (Institutul de Studii Istorice și Social-Politice). Er verfasste zahlreiche Studien und Artikel zur Geschichte der Arbeiterbewegung in Rumänien.

## Leben

### Journalist, kommunistischer Aktivist und Zeit des Zweiten Weltkrieges
Ion Popescu-Puțuri besuchte sechs Jahre lang ein Gymnasium und war als Angestellter der Regionaldirektion der Staatlichen Eisenbahngesellschaft CFR (Căile Ferate Române) in Craiova tätig. Er war 1926/27 Redakteur der Sozial- und Literaturzeitschrift Gânduri Noi und engagierte sich in dieser Zeit auch gewerkschaftlich. 1927 wurde er wegen seiner Aktivitäten erstmals verhaftet und befand sich daraufhin als politischer Gefangener für fünf Monate im Gefängnis Doftana. Nach seiner Entlassung war er zwischen 1927 und 1929 Redakteur von Înainte, der Zeitung des Blocks der Arbeiter und Bauern (Blocul Muncitoresc Țărănesc). 1929 wurde er als kommunistischer Aktivist wieder festgenommen und zu einer dreijährigen Freiheitsstrafe verurteilt, die er bis 1932 im Gefängnis Doftana sowie in der Haftanstalt Târgu Ocna verbüßte. 1932 trat er damaligen Kommunistischen Partei PCdR (Partidul Comunist din România) als Mitglied bei und war daraufhin bis 1933 Mitglied des Parteikomitees in der Region Kleine Walachei. Im Anschluss war er bis 1934 Instrukteur, dann Kandidat des Zentralkomitees (ZK) der PCdR sowie Sekretär des Parteikomitees im Kreis Iași. Von 1934 bis 1935 war er Organisationssekretär des Parteikomitees von Bukarest, anschließend bis Mai 1936 wieder Instrukteur für Massenorganisationen beim ZK. Im Mai 1936 nahm er an einem ZK-Plenum in der Tschechoslowakei teil und war daraufhin bis 1938 Mitarbeiter im Ressort Antifaschismus und verantwortlicher Redakteur der Zeitschrift Reporter.
1938 wurde Popescu-Puțuri Sekretär des PCdR-Komitees der Region Kleine Walachei. Nachdem ihm 1939 vorgeworfen wurde, das Vertrauen des ZK verloren zu haben, wurde er seines Amtes enthoben. Danach wurde 1940 Aktivist in der dortigen Regionalleitung der Internationalen Roten Hilfe MOPR (Ajutorul Roșu Internațional), aber kurz darauf verhaftet und zu einer vierjährigen Freiheitsstrafe verurteilt, die er in den Internierungslagern in Caracal und Tîrgu Jiu verbrachte. Während der Haft engagierte er sich als Sekretär einer kommunistischen Zelle, die auch die Organisation zur Flucht aus dem Lager vornahm. Nach dem Staatsstreich vom 23. August 1944 aus der Haft entlassen, wurde er zunächst Sekretär des Parteikomitees im damaligen Kreis Romanați sowie im Anschluss zwischen 1944 und 1947 Sekretär für Kunst und Kultur des Stadtparteikomitees von Bukarest.

### Botschafter in der Volksrepublik Ungarn, ZK-Mitglied und Mitglied der Großen Nationalversammlung
Nach der Gründung der Volksrepublik Rumänien wurde Ion Popescu-Puțuri 1947 Direktor der Nachrichten- und Presseagentur AGERPRES (Agenția Națională de Presă) und behielt diese Funktion bis zum 29. Mai 1951. Danach fungierte er bis zum 18. Mai 1954 als Vizepräsident des Staatlichen Komitees für Planung (Comitetul de Stat al Planificării) sowie daraufhin bis zum 17. März 1955 als Stellvertretender Kulturminister. Im Anschluss wurde er am 7. Dezember 1955 Außerordentlicher und Bevollmächtigter Botschafter in der Volksrepublik Ungarn. Dort erlebte er vom 23. Oktober bis 4. November 1956 den Ungarischen Volksaufstand und dessen blutige Niederschlagung nach dem Einmarsch der Sowjetarmee. Er verblieb auf diesem Botschafterposten bis zum 7. Februar 1959, woraufhin Vasile Pogăceanu ihn ablöste. Kurz zuvor wurde er 1958 Vertreter des ZK der nunmehrigen Rumänischen Arbeiterpartei PMR (Partidul Muncitoresc Român) in der Redaktion der Zeitschrift Probleme ale păcii și socialismului („Probleme des Friedens und Sozialismus“). 
Am 17. Mai 1959 wurde Popescu-Puțuri erstmals Mitglied der Großen Nationalversammlung (Marea Adunare Națională) und vertrat in dieser bis 1961 den Wahlkreis Arcani. Auf dem Achten Parteitag der PMR (20. bis 26. Juni 1960) wurde er erstmals Mitglied des ZK der PMR und gehörte diesem Gremium bis zum Zusammenbruch des Kommunismus im Zuge der Rumänischen Revolution am 22. Dezember 1989 an.

### Direktor des ISISP und Vizepräsident des Staatsrates
1961 wurde Popescu-Puțuri Direktor des Instituts für geschichts- und gesellschaftspolitische Studien ISISP (Institutul de Studii Istorice și Social-Politice) und hatte diese Funktion bis 1989 inne. In dieser Funktion war er auch Mitglied des Präsidiums der Akademie für Sozial- und Politikwissenschaften (Academia de științe social-politice „Ștefan Gheorghiu“). sowie Direktor des Instituts für die Ausbildung von Kadern in Fragen der sozio-politischen Verwaltung. Er war auch Direktor des Instituts für Parteigeschichte (Institutul de Istorie a Partidului) und verfasste insbesondere in dieser Funktion zahlreiche Studien und Artikel zur Geschichte der Arbeiterbewegung in Rumänien.
1965 wurde er erneut Mitglied der Großen Nationalversammlung und gehörte dieser nunmehr bis zum 22. Dezember 1989 an. Am 21. August 1965 wurde er weiterhin Mitglied des Staatsrates (Consiliul de Stat al României) sowie am 8. März 1971 Mitglied des Nationalrates für Rundfunk und Fernsehen. Ferner war Mitglied des Nationalrates der Sozialistischen Einheitsfront FUS (Frontul Unității Socialiste) Im September 1975 wurde er Vorsitzender der Rumänisch-Chinesischen Freundschaftsgesellschaft. Er gehörte außerdem seit dem 11. September 1978 als Mitglied dem Exekutivbüro des Rates für sozialistische Kultur und Bildung an. Des Weiteren wurde er am 11. September 1978 auch Vizepräsident des Staatsrates und bekleidete diese nominelle Amt eines stellvertretenden Staatspräsidenten bis zum 22. Dezember 1989. Im Mai 1980 wurde er auch Vize-Vorsitzender des Komitees der ehemaligen Frontkämpfer und Veteranen im Krieg gegen den Faschismus.
In der Volksrepublik Rumänien wurde Ion Popescu-Puțuri mehrfach ausgezeichnet und erhielt unter anderem 1947 das Ritterkreuz des Kultur-Verdienst-Ordens (Ordinul Meritul Cultural), 1956 den Orden der Arbeit Erster Klasse (Ordinul Muncii), 1964 den Orden 23. August Dritter Klasse (Ordinul 23. August), 1966 den Orden Tudor Vladimirescu Erster Klasse (Ordinul Tudor Vladimirescu), 1971 den Titel Held der sozialistischen Arbeit (Erou al Muncii Socialiste) sowie die Goldene Medaille „Sichel und Hammer“ (Medalia de aur secera si ciocanul).

## Veröffentlichungen
- Presa muncitorească si socialistă din România, Editura Politică, Bukarest 1964
- Mișcarea muncitorească din România, 1893–1900, Editura Politică, Bukarest 1965
- Friedrich Engels în publicistica română. Culegere de studii, articole, corespondență precumși o bibliografie a scrierilor lui Fr. Engels apărute în limba română, Mitautor Augustin Deac, Bukarest 1970
- Lenin văzut de români. Documente și amintiri, Editura Politică, Bukarest 1970
- 1933 Luptele revoluţionare ale muncitorilor ceferişti şi petrolişti, Mitautoren Nicolae Goldberger, Augustin Deac, Editura Politică, Bukarest 1971
- Purtători de flamuri revoluţionari. Evocarea vieţii şi luptei militanţilor revoluţionari, socialişti şi comunişti care au precedat marele act al creării partidului marxist-leninist din România, Mitautor Titu Georgescu, Editura ştiinţifică, Bukarest 1971
- Scrisori cenzurate, Editura Albatros, Bukarest 1972
- Tradiții ale poporului român de solidaritate și prietenie cu poporul chinez, Editura Politică, Bukarest 1973
- Dobrogeanu-Gherea, Constantin, 1855–1920. Opere complete, 1976
- Documente privind marea răscoală a țăranilor din 1907, Editura Academiei Republicii Socialiste România, 1977, Neuauflage 1987
- 1918, unirea Transilvaniei cu România, Mitautor Augustin Deac, Editura Politică, Bukarest 1978
- Masele populare în războiul pentru cucerirea independenței absolute a României 1877–1878, Mitautoren Nicolae Copoiu, Augustin Deac, Editura Politică, Bukarest 1979
- Regimurile fasciste și totalitare din Europa, Editura Militară, Bukarest 1979, Neuauflage 1983
- Rolul maselor populare în făurirea Unirii Principatelor române (1859), Nicolae Copoiu, Ion Mamina, Editura Politică, Bukarest 1979
- Vechimea, permanența și unitatea poporului român în scrierile socialiștilor texte ale socialiștilor români scrise între anii 1872–1919, Editura Politică, Bukarest 1980
- Crearea Partidului Comunist Român, Mitautor Augustin Deac, 1983
- Din cronica relațiilor poporului român cu popoarele vecine, Mitautor Ion Calafeteanu, Editura Militară, Bukarest 1984
- Îndemn la creație, Editura Politică, Bukarest 1984
- Marea răscoală a țăranilor din 1907, Editura Academiei Republicii Socialiste România, Bukarest 1987
- Istorie și revoluție, Editura Albatros, Bukarest 1987
- Istoria poporului român în concepția președintelui Nicolae Ceaușescu, Editura Politică, Bukarest 1988